# La Póveda de Soria
La Póveda de Soria – gmina w Hiszpanii, w prowincji Soria, w Kastylii i León, o powierzchni 64,3 km². W 2011 roku gmina liczyła 122 mieszkańców.